# Даниил Тасоски
Даниил Тасоски (на гръцки: Όσιος Δανιήλ εν τω Θασίω)) е източноправославен светец от VIII век, преподобен.

## Биография
Даниил е роден на Тасос и живее по времето на управлението на иконоборческия император Константин V Копроним (741 - 775). Когато на острова пристика Йоаникий Велики, за да прогони змиите, Даниил го последва като ученик. Даниил става отшелник и се оттегля в пещера в пустинно място на острова. Много от жителите на острова пристигат при него и му стават ученици. С тяхна помощ на малкия остров Крамбуса построява манастир. Умира на стари години и е погребан в манастира.
Паметта му се тачи на 12 септември. В 1991 година на острова е построена църквата „Свети Даниил Тасоски“. На 12 септември много поклонници пристигат с лодки, за да почетат паметта на светеца.